# 陳昭南
陳昭南（1942年12月11日—），中華民國政治人物，民主進步黨美麗島系成員，曾任立法委員。

## 生平
2000年，陳昭南提案廢除台獨黨綱。因民進黨內反對聲音太大，經總統陳水扁及黨主席林義雄協調，撤銷提案。
2001年12月，陳昭南獲民進黨提名參選金門縣長，以得票數1,562票、得票率6.20%低票落選。
2014年6月，陳昭南與郭正亮、童振源等人起草凍結台獨黨綱提案，獲得民進黨40多位黨代表連署支持。2014年6月18日，陳昭南說，有人平時說「台灣是主權獨立的國家」，但到了選舉又說「我主張台灣獨立」，拿台獨黨綱來騙選票；他質疑，「如果台灣已是獨立國家，為何還要獨立」。2014年6月19日，陳昭南親自向民進黨中央黨部遞交凍結台獨黨綱連署書。2014年7月10日，陳昭南說，若民進黨不嚴肅面對台獨黨綱問題，民進黨會人格分裂。
2014年7月20日，民進黨舉行第16屆全國黨員代表大會（全代會），黨主席蔡英文裁示，由於會議時間有限，故將所有提案送中央執行委員會（中執會）討論，必要時再召開全代會處理；同月21日，陳昭南說，蔡英文處理凍結台獨黨綱案的方法對民進黨是非常好的，他尊重蔡英文主持的決議，民進黨要誠實面對凍獨案，民進黨也應該讓人民對該黨處理國際事務的能力有信心。但凍獨案未獲通過。民進黨在2014年九合一選舉大勝，此議更無疾而終。
2017年，陳昭南創辦《六都春秋電子報》。
2017年4月22日，陳昭南披露，他在美國曾與台灣獨立建國聯盟某位大老激辯「民主」與「台灣獨立」孰重孰輕，他問大老「如果中國國民黨宣布台灣獨立，但其獨裁法西斯體制毫無改變，你支持或反對」，大老毫不思索即回答「當然繼續反對」，他立即閉嘴，「其實，原來結論就是：台獨只是手段，民主才是目標」；不民主的台灣，即使已經是主權獨立的國家，也絕非他所願。
2018年6月19日，社會民主黨、基進黨與綠黨宣布成立社會福利國家連線，陳昭南是促成三黨合作的人、也是社會福利國家連線主持人，但陳昭南宣稱會為民進黨台北市長參選人姚文智站台。

## 著作
- 陳昭南著，《迷航的國度》，六都春秋有限公司，2018年

## 外部連結
立法院 （页面存档备份，存于）